# Atractus insipidus
Atractus insipidus — вид змій родини полозових (Colubridae). Мешкає в Південній Америці.

## Поширення і екологія
Atractus insipidus відомі з типової місцевості, розташованої поблизу витоків річок Урарікаа і Парауамусі, на кордоні між Венесуелою і Бразилією, на висоті 952 м над рівнем моря. Вони живуть у вологих тропічних лісах в перегір'ях Гвіанського нагір'я.